# Soul (hudba)
Soul je hudební styl, který kombinuje jazz, blues a gospel.

## Historie
Soulová hudba vznikla z afroamerického gospelu. Jejím základem byl spirituálový hymnus s bohatou harmonií a rytmem. Většina umělců získala hudební praxi v kostelích. Ray Charles, průkopník soulu, v 50. letech omračoval obecenstvo svým drsným hlasem a jemnou hrou na klavír. Mezi další průkopníky patří Sam Cooke, jehož balady velmi ovlivnily budoucí umělce, a zpěvák Otis Redding, který byl znám svým vášnivým přednesem.

## The Godfather of Soul
Mezi největší osobnosti soulu patřil zpěvák James Brown, kterému bylo přezdíváno právě „The Godfather of Soul“ neboli kmotr soulu. James Brown svými hity dal základ funku. Jeho divoké a teatrální vystupování z něj učinilo hvězdu a píseň Say It Loud, I'm black and I'm Proud (1968) se stala hymnou afroamerického hnutí za občanská práva.

## Předsouloví hudebníci
Umělci ze 40. a 50. let.
- Little Willie John
- Louis Jordan
- Smiley Lewis
- Joe Liggins
- Jimmy Liggins
- Willie Mabon
- Big Maybelle
- Percy Mayfield
- Stick McGhee
- Amos Milburn
- Merrill Moore
- Ella Mae Morse
- Junior Parker
- Jimmy Preston
- Lloyd Price
- Piano Red
- Shirley and Lee
- Guitar Slim
- Huey "Piano" Smith

## Souloví hudebníci

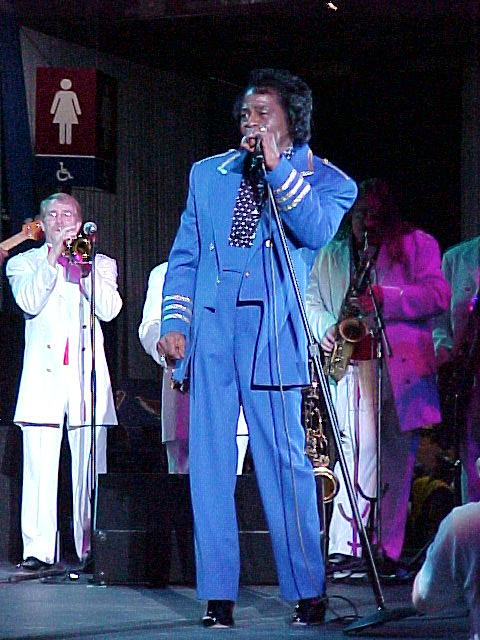
James Brown

- James Brown
- Charles Bradley
- Aretha Franklinová
- Wilson Pickett
- Joe Tex
- The Temptations
- Smokey Robinson
- Marvin Gaye
- Jackie Wilson
- Ray Charles
- Otis Redding
- Solomon Burke
- Sam Cooke
- Four Tops
- Al Green
- The Impressions
- Curtis Mayfield
- Isaac Hayes
- Smokey Robinson
- Sam & Dave
- Sly & the Family Stone
- The Spinners
- The Staple Singers
- Billy Paul
- David Ruffin
- Martha Reeves and the Vandellas
- Michael Jackson